# 埃斯塔赫薩爾村 (吉蘭省)
埃斯塔赫薩爾村（波斯語：‎），是伊朗吉兰省阿姆拉什县兰库区科吉德鄉的一个村。2006年人口普查顯示該村人口为69人，分佈在24个家庭中。